# 尤斯图斯·魏甘德
尤斯图斯·魏甘德（德語：Justus Weigand，2000年4月20日—），德国男子曲棍球运动员。他曾代表德国国家队参加2020年夏季奥林匹克运动会男子曲棍球比赛，结果获得第四名。